# 125 AA

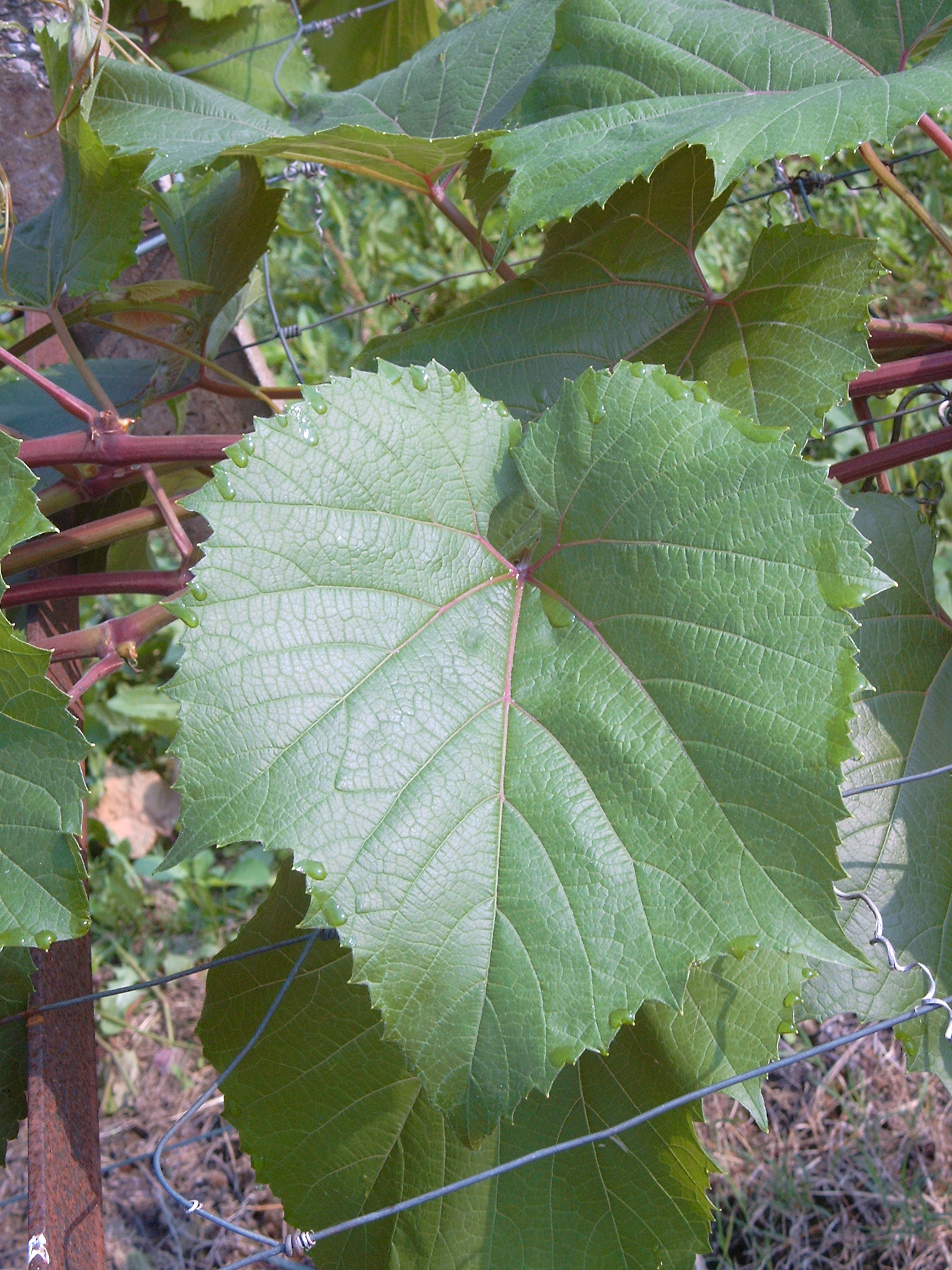
List odrůdy Berlandieri x Riparia 125 AA

Berlandieri x Riparia 125 AA (zkratka 125 AA) je odrůda révy, speciálně vyšlechtěná jako podnož, interspecifický kříženec (též hybridní odrůda, mezidruhové křížení, PiWi odrůda) Vitis berlandieri x Vitis riparia. Konečná selekce této podnožové odrůdy révy byla provedena roku 1896 v rakouském Klosterneuburgu. 
Vitis berlandieri je původní druh révy, pocházející z jižní části severoamerického kontinentu, divoce rostoucí především v Texasu, v Novém Mexiku a v Arkansasu. Je znám především svou tolerancí vůči vysokému obsahu vápníku v půdě. Když evropské vinice koncem 19. století napadl révokaz, zavlečený z Ameriky a bylo nutné začít roubovat evropské odrůdy původu Vitis vinifera na americké podnože, bylo zpočátku obtížné najít révu, která by dobře prospívala v půdách, bohatších na vápník. To Vitis berlandieri sice splňuje, ale na druhé straně se špatně přizpůsobuje roubování. Proto se různé podnože, odolné révokazu a tolerantní vůči obsahu vápníku v půdě, vyrábí křížením druhů Vitis berlandieri a Vitis riparia, někdy s podílem genů Vitis rupestris nebo Vitis vinifera.
Vitis riparia je původní druh révy, rozšířený na východním pobřeží severoamerického kontinentu od kanadské provincie Québec do Texasu, ale divoce rostoucí i v některých vnitrozemských státech, jako například Montana, Severní Dakota či Nebraska. Je to odolná a dlouhověká rostlina, schopná dosáhnout až do vrcholků nejvyšších stromů. Její tmavomodré plody byly používány již původními obyvateli Ameriky k výrobě želé, džemu a pravděpodobně i alkoholických nápojů. Výhodou tohoto druhu révy při šlechtění podnoží je vysoká odolnost vůči mrazu, houbovým chorobám, tolerance vůči révokazu a přizpůsobivost různým půdním typům. Geny Vitis riparia nese i poměrně značné množství hybridních moštových odrůd.

## Popis
Podnožová odrůda révy Berlandieri x Riparia 125 AA je dvoudomá dřevitá pnoucí liána, dorůstající v kultuře až několika metrů. Kmen tloušťky až několik centimetrů je pokryt světlou borkou, která se loupe v pruzích. Úponky révy jsou dlouhé, umožňují této rostlině pnout se po pevných předmětech. Růst je bujný. Vrcholek letorostu je polootevřený, hnědozelený až měďnatě zbarvený, středně hustě bíle ochmýřený, s narůžovělými okraji. Letorost je červenozelený. Apikální mladé lístky jsou měďnatě zbarvené, bazální jsou světle zelené s měďnatým nádechem. Jednoleté réví je tmavohnědé, sametově plstnaté.
List je velký, hladký, tří- až pětilaločnatý s velmi mělkými výkroji, se špičatými laloky, tmavozelený, na rubu plstnatý, řapíkový výkroj je ve tvaru „U“ až lyrovitý s oblým dnem, široce otevřený až otevřený, hlavní žilnatina je výrazně obrvená, žilnatina v okolí řapíku je nafialovělá.
Jednopohlavní (gynoidní) pětičetné květy v hroznovitých květenstvích jsou žlutozelené, potřebují k opylení pyl z jiných odrůd. Hrozen je malý, řídký, plodem jsou malé, kulaté, dlouho zelenohnědé, později modročerné bobule.

## Původ a rozšíření
Berlandieri x Riparia 125 AA je podnožová odrůda révy, interspecifický kříženec (též hybridní odrůda, mezidruhové křížení, PiWi odrůda) Vitis berlandieri x Vitis riparia. Odrůdu vyselektoval roku 1896 Franz Kober v rakouském Klosterneuburgu z materiálu maďarského šlechtitele Sigmunda Telekiho. Telekimu zaslal semenáčky v roce 1886 Francouz Resseguier, který je autorem křížení.
Podnož 125 AA je nejvíce rozšířená v Německu, kde byla pěstována roku 1999 na 9 ha plochy podnožových vinic. Dále je používána v Maďarsku, na Slovensku, v severní části Itálie a v Rakousku.
Do Státní odrůdové knihy České republiky byla odrůda zapsána roku 1983. Roku 2010 byla v ČR vysazena na 4 ha plochy podnožových vinic, průměrné stáří vinic bylo v té době 13 let. Od roku 1979 je u nás registrován jeden klon, PO-03, udržovateli odrůdy jsou Ampelos-Šlechtitelská stanice vinařská Znojmo, Šlechtitelská stanice vinařská Polešovice a Ing. Alois Tománek.

## Název
Název odrůdy vznikl kombinací názvů obou rodičovských druhů révy. Používané synonymum Kober 125 AA je pracovním názvem odrůdy. Další, lokálně používaná synonyma jsou : Кобер 125АА, Берландиери x Рипариа Кобер 125АА (Rusko), Teleki 125 AA.

## Pěstování
Zakořeňování je velmi dobré, koření ve středních hloubkách. Růst je bujný, naštěpované odrůdy na této podnoži rostou též bujně až středně bujně. Odolnost vůči mrazu je dobrá (−27 až −30 °C), citlivější vůči mrazu je kořenový systém, odolnost vůči suchu je střední až nízká, odolnost vůči révokazu na kořenovém systému je dobrá, na listech nižší. Je třeba nehnojit příliš velkými dávkami dusíku (rozložit dávky), protože se tak potlačuje příjem draslíku. Podnož je vhodná zejména pro velké tvary, kde zvyšuje sklizně, pro střední tvary v intenzivním hospodaření se pro svou bujnost růstu příliš nehodí. 

### Půdy
Odolnost vůči vyššímu obsahu vápníku v půdě je dobrá, snáší přibližně do 18 % aktivního Ca v půdě. Podnož je vhodná do horších půdních podmínek, do hlinitých a písčitohlinitých, dostatečně vlhkých půd, není vhodná do půd mělkých, suchých a příliš kamenitých. Naopak snese i půdy těžší, slínovité až jílovité, dobré výsledky dává i na spraších. 

### Využití
Afinita k odrůdám původu Vitis vinifera je dobrá, podnož je vhodná jak pro kvantitativní, tak pro kvalitativní odrůdy. Podnož je vhodná i pro velmi plodné odrůdy, osvědčila se pro odrůdy Müller Thurgau, Malverina, Muškát Ottonel, Tramín červený, Sylvánské zelené, Ryzlink rýnský, Rulandské modré či Zweigeltrebe.

### Multimédia
- Ing. Radek Sotolář : Multimediální atlas podnožových, moštových a stolních odrůd révy, Mendelova zemědělská a lesnická universita Brno, zahradnická fakulta v Lednici Atlas odrůd révy
- Martin Šimek : Encyklopédie všemožnejch odrůd révy vinné z celýho světa s přihlédnutím k těm, co již ouplně vymizely, 2008-2012